# Industrie minière en Colombie

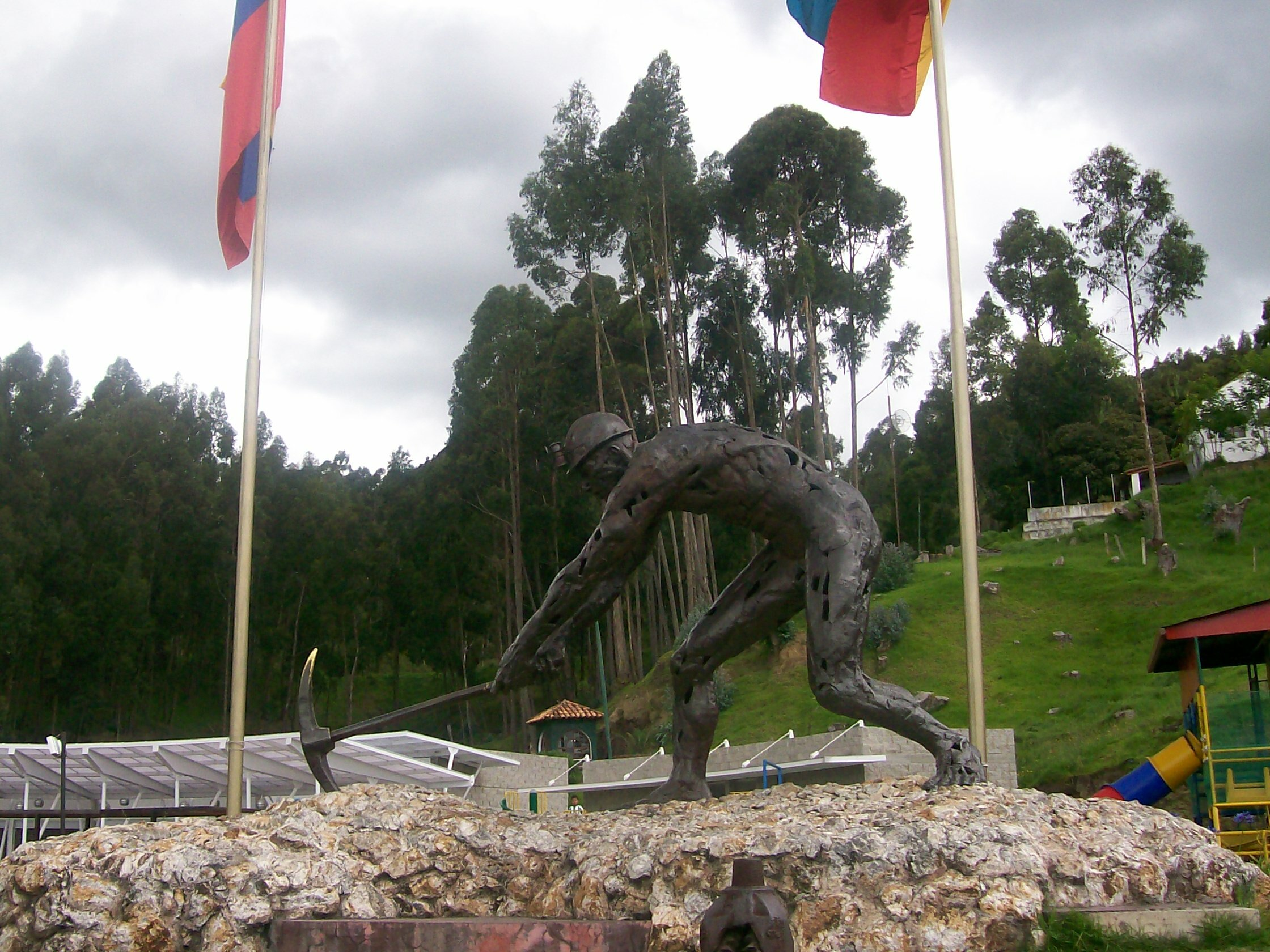
Monument aux mineurs à Segovia.

L’industrie minière en Colombie se réfère à l'extraction de minéraux de valeur ou d'autres ressources géologiques en Colombie, où le sous-sol est riche en minéraux et en ressources énergétiques. Celui-ci renferme les plus grandes réserves de houille d'Amérique latine, et son potentiel en énergie hydroélectrique est le deuxième derrière le Brésil. Les réserves estimées de pétrole en 1995 étaient de 3,1 milliards de barils (490 000 000 m3). La Colombie possède également des gisements importants de nickel et d'or. Les autres métaux importants incluent le platine et l'argent, extraits en plus petites quantités. La Colombie produit aussi du cuivre, et de faibles quantités de minerai de fer, et de la bauxite. Les minéraux non métalliques incluent sel, calcaire, soufre, gypse, dolomite, baryte, feldspath, argile, magnétite, mica, talc et marbre. La Colombie produit enfin la plus grande part des émeraudes mondiales. Malgré la grande variété de minéraux exploitables, la Colombie doit importer certains matériaux tels que le fer, le cuivre et l'aluminium pour satisfaire ses besoins industriels.
Les matériaux extraits par forage incluent le pétrole, avec des réserves de 1,506 milliards de barils (estimations de 2006) et le gaz, avec une production annuelle de 6,18 milliards de m3 (estimations de 2004) et des réserves de 114,4 milliards de m3 (estimations du 1er janvier 2005).

## Histoire

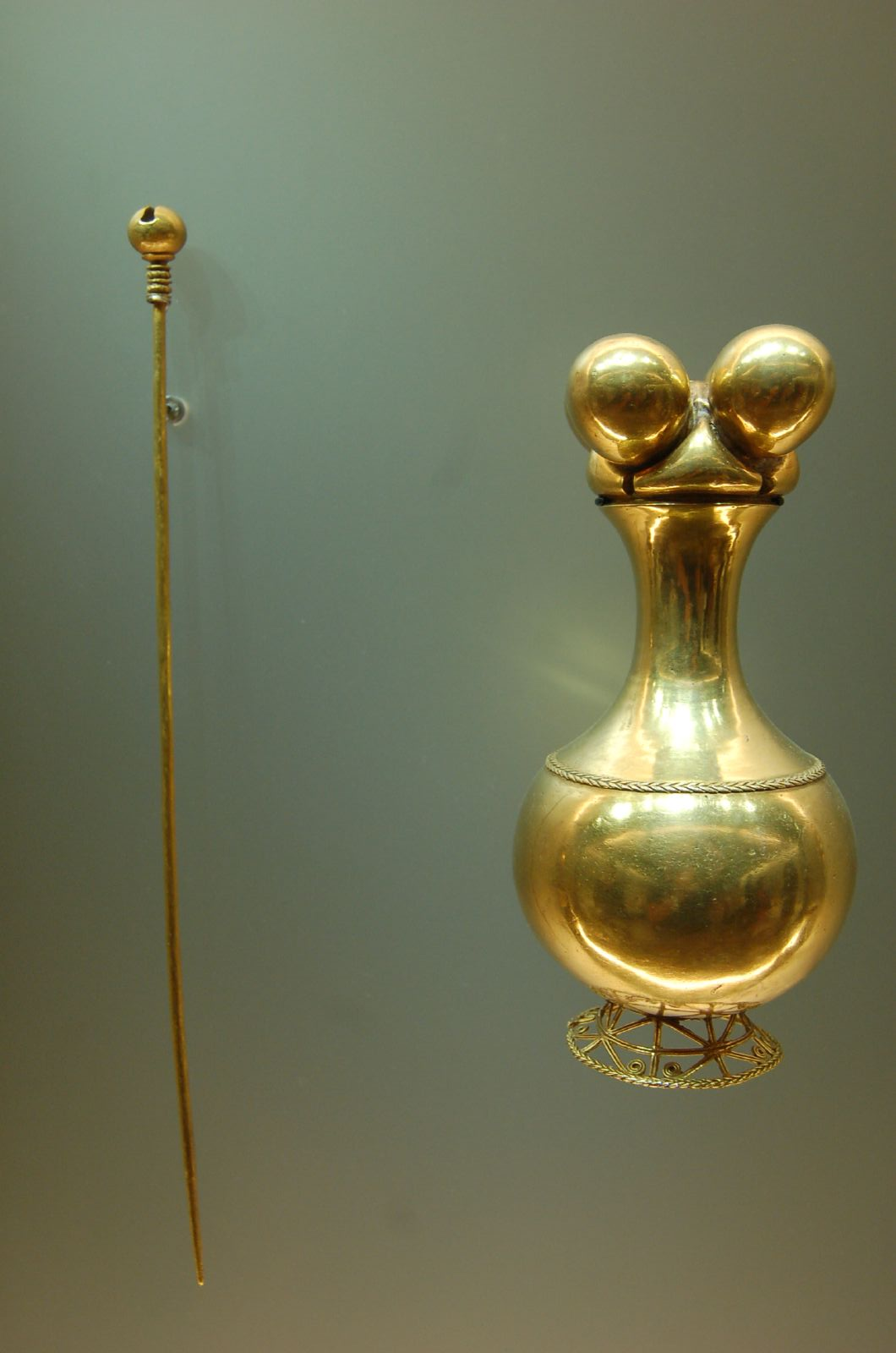
Poporo Quimbaya et pilon, tumbaga, 300 av. J.-C. - 1000 av. J.-C.

L'extraction de kaolinite et d'hématite pour les pigments de poterie a débuté dans ce qui est aujourd'hui la Colombie depuis la deuxième moitié du Néolithique, avec des preuves archéologiques de production de céramique et de groupes sédentaires vivant à El Abra et sur la côte caribéenne (près des villes de San Jacinto, Puerto Chacho et du site archéologique de Puerto Hormiga) à partir de 5940 av. J.-C. autour de San Jacinto, ce qui place ces fragments de poterie parmi les plus anciens jamais découverts.
Les premiers exemples d'extraction et de travail de l'or sont attribués au peuple Tumaco, sur la côte pacifique et date d'environ 325 av. J.-C. L'or a sans doute joué un rôle central et a conduit les conquistadors espagnols vers cette région durant le XVIe siècle. L'or était considéré comme sacré par la plupart des civilisations précolombiennes de la région. Dans la mythologie chibcha, l'or était considéré comme un dieu (au travers de Chiminigagua) et une force de la création.
Le cuivre était très important pour la civilisation quimbaya, qui a développé le tumbaga, un alliage d'or et de cuivre.
Bien que significative dans l'économie coloniale, l'industrie minière n'a jamais constitué une grande part du PIB de la Colombie moderne. Cependant, avec la découverte et l'exploitation de grandes réserves de houille, son rôle dans l'économie nationale s'est accru à la fin des années 1980.

## Types de ressources

### Hydrocarbures
La découverte de 2 milliards de barils (320 000 000 m3) d'hydrocarbures de haute qualité dans les champs de Cusiana et Cupiagua, à environ 200 km à l'est de Bogota, a permis à la Colombie de devenir un pays exportateur de pétrole depuis 1986. Le pipeline transandin transporte le pétrole depuis Orito dans le département de Putumayo jusqu'au port du Pacifique de Tumaco dans le département de Nariño.
La production totale d'hydrocarbures avoisine 620 000 barils par jour (99 000 m3 par jour) ; environ 184 000 barils par jour (29 300 m3 par jour) sont exportés. Le gouvernement Pastrana a libéralisé la politique d'investissements pétroliers, ce qui a accru l'activité d'exploration. Les capacités de raffinage ne peuvent satisfaire la demande domestique, ainsi certains produits raffinés, en particulier l'essence, doivent être importés. Des projets de construction de nouvelles raffineries sont en développement.

### Gaz naturel
Alors que la Colombie possède un vaste potentiel hydroélectrique, une sécheresse prolongée en 1992 força à de sévères rationnements de l'électricité à travers le pays jusqu'au milieu de l'année 1993. Les conséquences de la sécheresse sur la capacité de production électrique poussèrent le gouvernement à commissionner la construction ou la mise à jour de 10 centrales thermoélectriques, la moitié fonctionnant au charbon, l'autre au gaz naturel. Le gouvernement a également commencé à lancer des appels d'offres pour la construction d'un système de gazoducs s'étendant des champs du pays aux centres de population principaux. Ce projet devait permettre à des millions de foyers colombiens d'accéder au gaz vers le milieu de la décennie suivante.
À partir de 2004, la Colombie est devenue un exportateur net d'énergie, exportant de l'électricité vers l'Équateur et développant des connexions vers le Pérou, le Venezuela et le Panama pour exporter également sur ces marchés. Le pipeline trans-caribéen connectant l'ouest du Venezuela au Panama via la Colombie a été inauguré en octobre 2007 grâce à la coopération entre les présidents Álvaro Uribe de Colombie, Martín Torrijos du Panama et Hugo Chávez du Venezuela.

### Charbon

La grande majorité du charbon produit est exportée.

En 1976, commença le développement de la Cerrejón, dans la péninsule de Guajira. C'est la plus importante opération minière de Colombie et parmi les plus grandes mines de charbon à ciel ouvert du monde.
L'entité légale qui gère la mine est appelée Cerrejón Coal Company ; c'est une coentreprise de trois entreprises internationales : BHP Billiton, Anglo American et Glencore, chacune possédant 33,3 % des parts. En 2006, les parts de Glencore furent rachetées par Xstrata Plc. La production de charbon à Cerrejón en 2008 est évaluée à 31,2 millions de tonnes.
D'autres mines de charbon en Colombie sont situées à Sogamoso, Tunja, Paipa, Zipaquirá, Tabio, Neusa, Chinacota et Chitagá.
En 2018, la Colombie a produit plus de 84 millions de tonnes de charbon et elle en est le cinquième exportateur mondial.

### Nickel
La mine de nickel du Cerro Matoso, située à Montelíbano, dans le département de Córdoba au nord de la Colombie, combine un dépôt de minerai de nickel latéritique et une fonderie de ferro-nickel à bas coût. Elle produit une moyenne de 52 000 tonnes de nickel par an, ce qui la place à la seconde place mondiale des producteurs de nickel.
La mine de nickel du Cerro Matoso est la propriété de BHP Billiton. Des désaccords entre la direction et le syndicat des travailleurs, avec de fréquentes grèves, ont engendré de lourdes pertes en 2008.

### Or
La production d'or en 2008 a été évaluée à 15 482 kg, soit une augmentation de 34,2 % par rapport à l'année précédente. En 2009, le projet de mine La Colosa (devant être exploitée par AngloGold Ashanti), près de Cajamarca dans le département de Tolima, est à l'étude, avec des réserves estimées à 12,9 millions d'onces. Toutefois, il y a controverse à propos de possibles dégâts environnementaux.
Dans l'économie colombienne, l'or est le métal plus important en ce qui concerne les revenus à court terme.

### Halite

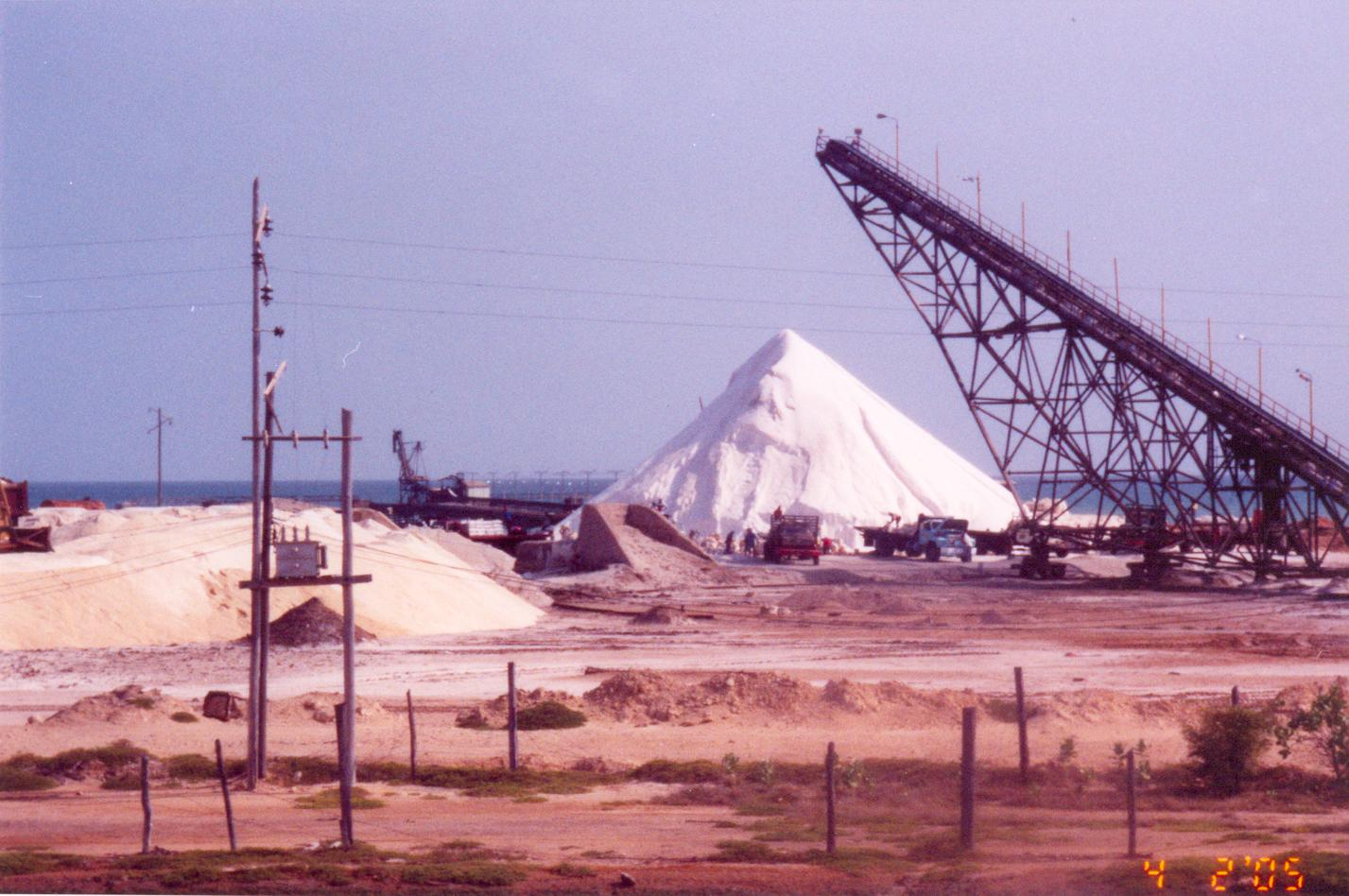
Saunerie à Manaure.

L'halite, un minerai dont on extrait le chlorure de sodium, était exploitée par les civilisations précolombiennes telles les Chibchas, et était un important produit commercial. Les premières extractions d'halite sont datées autour du Ve siècle av. J.-C..
L'exploitation traditionnelle de l'halite a été décrite par Alexander von Humboldt durant sa visite à Zipaquirá en 1801.
De nos jours, l'halite de la mine de Zipaquirá contient la cathédrale de sel, entièrement creusée dans l'halite, ce qui inclut les icônes, les ornements et autres détails architecturaux. Elle abrite également le Parc du sel et le musée national de minéralogie.

### Gemmes

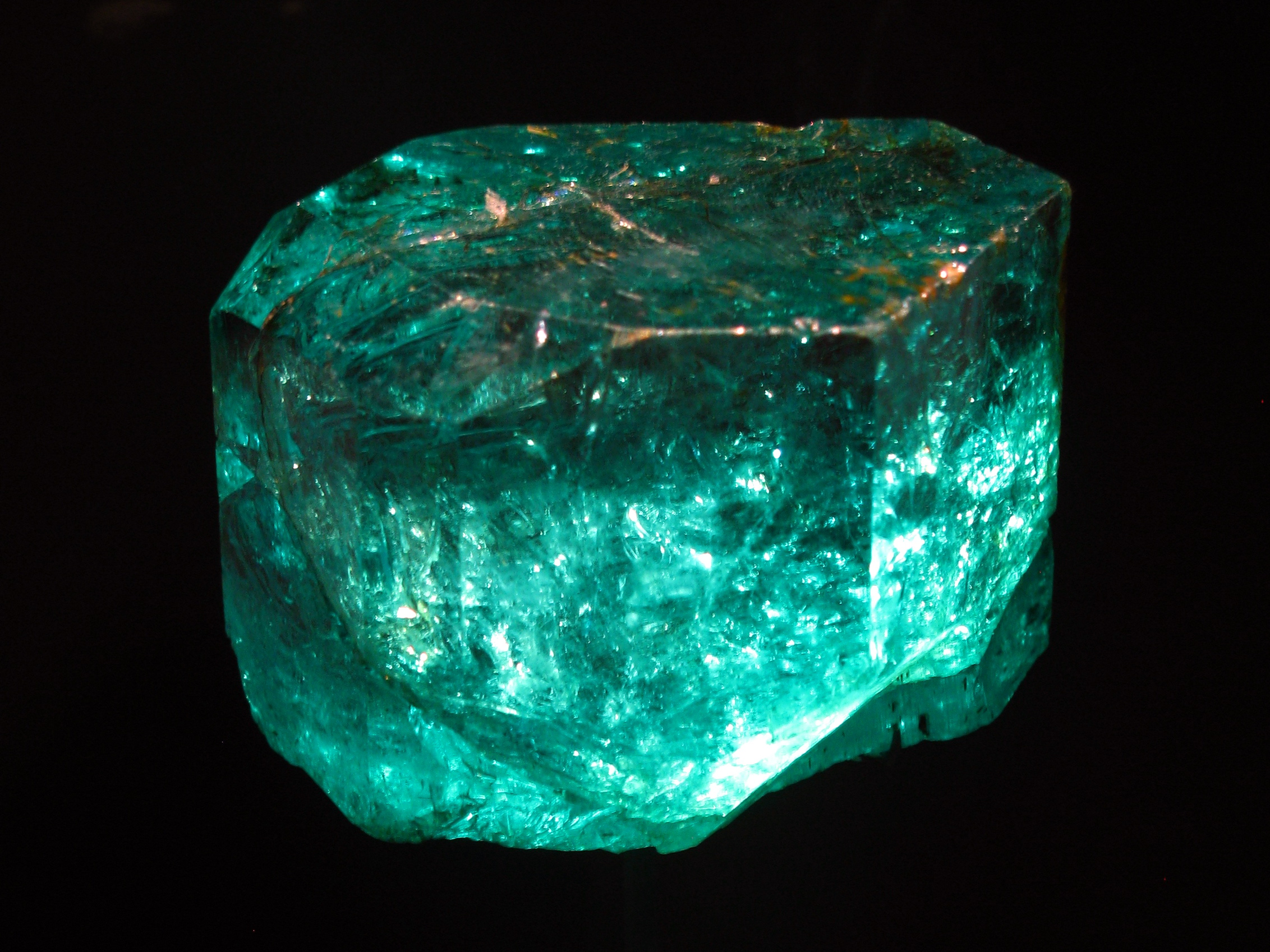
"La Gachala" (émeraude de Gachalá) est l'une des plus grosses émeraudes du monde, avec 858 carats (172 g). Elle fut trouvée en 1967 à Gachalá.

La Colombie a produit 2,7 millions de carats (540 kg) d'émeraudes en 2008. Les mines d'émeraudes sont localisées pour la plupart dans le département de Boyacá. Elles se répartissent en deux secteurs, le secteur occidental, à l'ouest du département (Muzo, Coscuez, Peñas Blancas et La Pita) et le secteur oriental, dans le sud du département (Chivor, Buenavista, Montecristo et Gachalá).
Suivant les années, les émeraudes colombiennes constituent entre 50 et 95 % de la production mondiale,,.

## Efforts publics d'adaptation
L'industrie minière est un des secteurs de l'économie colombienne les plus dynamiques et prometteurs. En 2008, l'investissement a atteint des records avec plus de 2 milliards de dollars et la tendance ne s'inverse pas à court terme. L'industrie minière contribue à la croissance économique et à 20 % des exportations.
Les efforts du gouvernement pour développer l'industrie minière en Colombie étaient nécessaires pour encourager les investissements privés. À la fin des années 1980, une grande partie de la Colombie n'était pas correctement cartographiée et rares étaient les relevés considérés comme fiables. Le gouvernement a lancé une politique de développement d'infrastructures (routes, électricité et communications) en fournissant une assistance technique et en encourageant les politiques cohérentes financièrement et légalement pour limiter les problèmes fonciers. À travers les coentreprises et l'aide aux petites compagnies minières, le gouvernement a estimé que le secteur minier pouvait contribuer plus au taux d'emploi et aux revenus nationaux.

## Droits de l'homme et violence politique
Les infrastructures minières colombiennes sont une cible commune pour les attentats, en particulier les pipelines de gaz et de pétrole, principalement pour les guérillas des FARC et de l'ELN. Les compagnies minières ont été impliquées dans des paiements d'extorsion aux guérillas en échange de l'accès à des sites d'extractions. Le pipeline Caño Limón-Coveñas, qui effectue 780 km depuis le champ pétrolifère de Caño Limón au port atlantique de Coveñas, a été lourdement attaqué (170 attaques rien qu'en 2002). Le pipeline est resté hors service pendant 266 jours cette année-là et le gouvernement a estimé que ces attaques ont réduit le PIB de la Colombie de 0,5 %. Les attaques, qui eurent lieu en moyenne tous les cinq jours, ont causé des dommages environnementaux substantiels, souvent dans de fragiles forêts humides et jungles.
Le 14 octobre 1998, un pipeline explosa à cause de bombes placées par l'ELN. Le pétrole enflammé déclencha un incendie dans le village de Machuca, près de Segovia dans le département d'Antioquia. 85 paysans moururent et plus de 30 furent blessés. Le matin du 13 décembre 1998, après deux jours de combats entre l'armée protégeant les pipelines et les FARC, un hélicoptère de l'armée de l'air colombienne lança une attaque aérienne sur les guérilleros, près du village de Santo Domingo, avec usage d'armes à sous-munitions. Après la fin du bombardement, les corps de dix-sept civils furent retrouvés à Santo Domingo, dont sept enfants. Le cas fut jugé devant un tribunal militaire colombien, avec des peines de 31 ans de prison pour les accusés. La décision est amenée à être rejugée par un tribunal civil, notamment dans le but d'évaluer des dommages et intérêts pour les victimes.